# 日本ラグビーフットボール選手権大会
日本ラグビーフットボール選手権大会（にほんラグビーフットボールせんしゅけんたいかい）は、日本ラグビー協会が主催していたラグビーユニオンの日本選手権大会。
2021年5月の第58回大会で幕を閉じた。2022年以降のリーグワンのプレーオフトーナメントは、日本ラグビー協会から独立した運営のため、日本選手権ではない。

## 概要
ラグビーの日本一を決める選手権試合のため、日本のラグビーシーズンの締めくくりのイベントとして開催されていた。
長きにわたって社会人チーム1位と大学チーム1位が対戦する形式で行われてきた（このときは開催日が1月15日＝当時の成人の日＝で固定されていた）。
第35回（1997-98シーズン）以降（第53回（2015-16シーズン）を除く）は、社会人と大学などから複数チームが参加するトーナメント形式となった。
第55回（2017-18シーズン）からは、トップリーグの順位決定トーナメントを兼ねて行われることになり、大学チームの参加がなくなった（後述）。
2021年5月、トップリーグ最終年となり、トップリーグプレーオフトーナメント準決勝・決勝が第58回日本選手権を兼ねて行われ、これを最後に日本選手権は開催されていない。

## 出場枠及び大会形式
出場枠は2018年-2019年シーズンのもの
- トップリーグのレギュラーシーズン成績上位8チーム（レッドカンファレンス、ホワイトカンファレンスの各上位4チームずつ）のうち準決勝に勝ち上がってきた上位4チームのトーナメントで優勝を決定する。80分で決着がつかない場合はサドンデス方式の前後半5分ハーフの延長戦、それでも勝敗が決まらない場合はキッキングコンペティションで勝者を決定する。
- 2017-18・18-19・21シーズンは、トップリーグプレーオフ優勝決定トーナメントが、日本選手権を兼ねて行われることになり、優勝クラブがトップリーグと日本選手権の2つのタイトルを同時に獲得する権利が与えられていた。

## 沿革

### 開催までの流れ
1960年 - 61年シーズンに日本協会招待NHK杯争奪ラグビー大会（以下、NHK杯）として開催されたのが当大会のルーツである。NHK杯が行われるきっかけとなったのは、1948年度より全国社会人ラグビーフットボール大会（以下、全国社会人大会）が行われていたものの、当時、社会人ラグビーは関係者以外はほとんど関心が寄せられていなかったという背景があった。
一方、大学ラグビーも、「全国制覇」を決する大会としては、対抗戦形式による東西学生ラグビーフットボール対抗王座決定戦（以下、東西対抗ラグビー）が行われており、第二次世界大戦前後においては人気を博していたが、昭和30年代に入ると、第二次世界大戦前より強豪だった大学（俗に『伝統校』と呼ばれた）と、同大戦後に台頭してきた大学（俗に『新興校』と呼ばれた）との間における対抗戦が設けられていなかったという制度上の問題に起因して、「不戦につき優勝チームなし」というケースが続発したことから、社会人ラグビーほどではないにせよ、こちらも人気低迷に喘いでいた。

### 日本協会招待NHK杯争奪ラグビー大会
そこで、当時としては「夢の対戦」ともいうべき、社会人の王者と学生の王者が対戦する機会を設ける大会を行うことになり、1961年1月29日、秩父宮ラグビー場（以下、秩父宮）で第一回のNHK杯が開催されることになった。
第1回は、全国社会人大会で2度目の3連覇を達成した八幡製鐵（以下、八幡）が社会人の代表として出場。しかし、学生側は、関東大学ラグビー対抗戦（以下、関東対抗戦）1位の日本大学（以下、日大）と、関西大学ラグビーフットボールリーグ（以下、関西リーグ）で優勝した同志社大学（以下、同志社）が、東西対抗ラグビーでの対戦がなかった（不戦）ため、開催地が秩父宮であることや、日程上の問題を考慮して日大が招待されることになった。この試合は、土屋俊明の引退試合となった八幡が日大を圧倒し、初代優勝チームとなった。
第2回は、1962年3月4日に花園ラグビー場（以下、花園）で開催され、社会人側は八幡の全国社会人大会4連覇を阻んで優勝した近鉄が出場。大学側は、関東対抗戦1位となった慶應義塾大学を、東西対抗ラグビーで破った同志社が招待された。当時1年の坂田好弘らの活躍により、同志社が17－6で近鉄を破った。
第3回は、1963年3月3日に秩父宮で行われた。社会人側は2年ぶりに全国社会人大会を制した八幡が出場。大学側は、全国制覇認定されなかったものの、関西リーグ優勝の同志社を東西対抗ラグビーで破った関東対抗戦Ａブロック1位の明治大学（以下、明治）が招待されたが、八幡が明治を25－6で破り、2度目の優勝を飾った。

### 第1回開催
1964年2月8日、日本協会と関東ラグビーフットボール協会（関東協会）は、1964年度のシーズンより、トーナメント方式による全国大学ラグビーフットボール選手権大会（以下、大学選手権）を開始すると表明し、東西対抗ラグビーは1963年度限りで廃止されることになった。
そんな中、当大会の名称に改題したうえで、NHK杯で行われていた招待制方式を改めることも決まったが、大学代表は東西対抗ラグビーでの不戦が相次ぎ、参加チームを１チームに絞れなかったことから、関東大学優秀校の法政大学と、関西大学優秀校の同志社大学の２校が出場することになった。よって、社会人代表も、当回のみ、全国社会人大会優勝の八幡製鉄のみならず、同2位の近鉄も参加することになり、実質的に招待制を踏襲した形となった。そして第一回は、1964年3月20日と22日の2日間の日程で、花園で開催されることになり、1回戦で八幡製鉄を破った同志社が、同じく法政を破った近鉄を下し、初代当大会優勝チームとなった。

### 第2回以降 - 成人の日開催に、大学と社会人の王者対決
第2回（1964-65シーズン）の秩父宮ラグビー場での開催から、大学側は同年度より開始された大学選手権の優勝チームが出場することになったため、社会人側も全国社会人大会の優勝チームだけが出場することになり、以後、大学トップと社会人トップとのワンマッチ形式は、第33回（1995-96シーズン）まで続いた。また、毎年1月15日（当時の成人の日）の開催となったことから、以後、第32回（1994-95シーズン）までの31年にわたり、新成人が晴れ着姿で観戦するなど、風物詩のひとつとなった。
その後、第3回（1965-66シーズン）、第6回（1968-69シーズン）、第11回（1973-74シーズン）における花園ラグビー場開催以外は秩父宮で開催されてきたが、第12回（1974-75シーズン）については、秩父宮の約3年間の改修工事 のため国立競技場で代替開催された。当時6万人収容だった国立競技場を満員で埋めつくしたことを背景に、以後、第51回（2013-14シーズン）まで国立競技場が主な会場となった。改修後の秩父宮ラグビー場は、観客席を拡充したものの、収容人数は21,400人だった。
花園で行われた第3回大会は、早稲田大学の山本巌がペナルティゴールを決めた時点でノーサイドという劇的な幕切れとなったが、第2回の当大会を制し、前身のNHK杯を2回優勝するなど、長らく、日本のラグビー界を牽引してきた八幡製鉄は、この大会が最後の日本選手権出場となった。
その後、近鉄が、第1回の当大会で優勝した同志社大学の主力メンバーであった、坂田好弘、石塚広治らを擁して連覇。第6回はトヨタ自動車工業が初優勝を果たし、社会人勢が3連覇を達成。しかし、第7回は特殊事情があったとはいえ、日本体育大学が制覇。そして、第8回と第9回は、早稲田大学が、大学勢としては初めて、かつ、唯一の日本選手権連覇を達成した。この頃、早稲田は公式戦で35連勝を記録しており、まさに、日本最強のラグビーチームの名をほしいままにしていた。また、後に日本代表監督として、1991年のラグビーワールドカップで同大会初勝利をもたらした宿澤広朗は、この当時の主力メンバーの一人だった。
第10回と第11回は、「和製オールブラックス」との異名を取ったリコーが連覇を達成。第12回は坂田好弘の引退試合となった近鉄が、後半の中盤以降、早稲田大学を圧倒し7年ぶりに優勝。しかし、近鉄が日本選手権に出場したのはこれが最後となった。第13回は、松尾雄治らを擁した明治大学が三菱自動車工業京都を圧倒。明治として唯一となるラグビー日本一をもたらした。
ここまでの対戦では、大学側と社会人側の実力が拮抗していたことが分かる。

### 第16回以降 - 社会人と大学の差が顕著に
以下に述べる通り、第14回以降は新日鐵釜石の空前の7連覇という偉業も重なり、社会人勢が毎年勝利を収めることに。大学勢の優勝は、第23回の慶應義塾大学まで待たねばならなかった。
第14回は、新日鐵釜石が早稲田大学を下して初の日本一となったが、前年、明治大学日本一の主力メンバーだった松尾雄治が、このときは釜石のメンバーだったことから、大学、社会人またぎの２年連続日本一を経験した。
第15回はトヨタ自動車工業が、明治大学を破り２度目の日本一。このときの主力に、後に慶應義塾大学監督として、当大会優勝をもたらすことになる上田昭夫がいた。
第16回（1977-78シーズン）では、新日鐵釜石が日本体育大学を24-0で完封。1978年2月、日本ラグビーフットボール協会会長の小林忠郎は協会機関誌の中で「完成されたプレーヤーを自由自在に補強(採用)できる会社チームと、未知数の者を鍛えながらチームを作っていく大学チームでは、力が違いすぎるのは当然、これではラグビーにならぬ」と述べた。
1月15日の成人の日に国立競技場をほぼ満席にした この時代、新日鐵釜石は第16回（1978-79シーズン）から第22回（1984-85シーズン）までの7連覇、神戸製鋼は第26回（1988-89シーズン）から第32回（1994-95シーズン）までの7連覇と、それぞれ大会の歴史に名を刻んだ。
特に第22回（1984-85シーズン）は、7連覇にいどむ新日鐵釜石と、史上初の大学選手権3連覇を達成した同志社大学とが対決。チケット販売64,636枚と、日本選手権では最高となった。新日鐵釜石のスター選手だった松尾雄治の引退試合でもあり、同志社大学には学生ながら有名だった平尾誠二と大八木敦史がおり、当時ラグビーブームの中で注目された。後に、平尾と大八木は神戸製鋼に入り、第32回（1994-95シーズン）で7連覇を遂げる。
昭和40年代までは拮抗していた社会人と大学のチーム力の差は、上記の新日鐵釜石と神戸製鋼の各7連覇で大きく顕在化した。大学チームが勝利したのは、第25回（1987-88シーズン）の早稲田大学が最後である。

#### 第32回 - 102-14の大差
第32回（1994-95シーズン）は、1月15日の固定開催としては最後の試合で、神戸製鋼は大東文化大学に102-14で大勝し、大会7連覇を果たした。この結果に、社会人と大学との試合で「ラグビー日本一」を決める意義が改めて問われることになった。
当時の日本ラグビー協会専務理事の白井善三郎は、「社会人のレベルアップに比べ、大学ラグビーがやや伸び悩んでいることを考え合わせ、日本ラグビーの強化のためにも、学生の社会人への挑戦の場を残すことで新日本選手権を開催致します」と述べ、新方式への変更を発表した。
第34回（1996-97シーズン）を最後に、社会人対大学によるワンマッチシステムは幕を閉じることになった。

### 第35回以降 - 大学・社会人の上位トーナメント制
第35回（1997-98シーズン）から、大学が社会人にチャレンジするトーナメント方式に変更された。出場枠を拡大し、社会人の上位3チームと大学の上位2チームの5チームで争われた。しかしこの変更によっても、以後、大学チームは一度も決勝戦には出ていない。
第36回（1998-99シーズン）から第40回（2002-03シーズン）までは、社会人と大学それぞれ上位4チーム、計8チームで開催した。ただし、第39回（2001-02シーズン）のみ、大学は上位2チームが出場。
第40回（2002-03シーズン）はトップリーグ誕生直前であり、「日本ラグビーのアマチュア時代最後の日本選手権」とも言われた。3連覇にいどむサントリーをNECが倒し、初優勝の快挙となった。NECの監督太田治とキャプテン箕内拓郎は、それぞれ後にワールドカップ2007日本代表チームのゼネラルマネージャーとキャプテンとなる。

### 第41回 - クラブを加え、22チーム参加
第41回（2003-04シーズン）は参加チーム数、開催期間、試合会場数が拡大。このシーズンからスタートした社会人トップリーグから8チーム、トップリーグチャレンジシリーズから6チーム、全国大学選手権から6チーム、全国地区対抗大学大会優勝チームに、全国クラブ選手権優勝チームを加えた計22チームで、2月上旬から3月下旬までの6週間に渡って開催された。大学選手権が1月終了なのに、日本選手権のために3月まで試合があることは、問題視された。
当初、日本ラグビー協会機関誌で「第41回から名称をラグビージャパンカップに改称する」と報じられた が、結局、「日本選手権」の名称が引き続き使用されることになった。

### 第42回以降 - 8チーム開催に
第41回では開催期間・開催費用の負担が多かったため、次の第42回（2004-05シーズン）から、8チーム（トップリーグ4、トップリーグチャレンジ1の1位、クラブ1、大学2）によるトーナメントで開催することになった（トップリーグ4チームの選出条件は、各年度大会ぺージを参照のこと）。大会終了時期は2月末までに短縮された（第45回は3月16日まで）。

### 第46回以降 - 10チーム開催に
第46回（2008-09シーズン）から、トップリーグの枠が2つ増え、計10チームで開催された。

### 第51回以降 - トップリーグ6、大学4に絞る
第51回（2013-14シーズン）からは、全国クラブ選手権優勝チームと、入れ替え戦「トップチャレンジシリーズ」の1位プレーオフ（トップ・チャレンジ1）で優勝したチームの出場権がなくなった。大学枠を倍増し、全国大学選手権ベスト4まで出場可能となった。
第52回（2014-15シーズン）は、国立競技場の改修工事実施のため、秩父宮で決勝が行われた。

### 第53回 - トップリーグと大学のワンマッチ
第53回（2015-16シーズン）は、2015年ワールドカップ、日本チームのスーパーラグビー参戦などで従来の大会方式での開催が難しくなったため、19年ぶりに社会人対大学によるワンマッチ方式で行われた。

### 第54回 - トップリーグ3、大学1で対決
第54回（2016-17シーズン）は、一昨年の10チームから大幅に縮小され、トップリーグ上位3チームと大学選手権優勝チームの4チームで争われることになった。

### 第55回以降 - 大学チーム出場枠を撤廃
2017年以降は、日本で開催される2019年ワールドカップに向けた日本代表チーム強化の優先を目的に、スーパーラグビーやトップリーグなど国内各カテゴリーのスケジュール調整を図った。これにともない、2017年1月18日に開かれた日本ラグビー協会の理事会により、第55回（2017-18シーズン）および第56回（2018-19シーズン）において、大学チーム出場枠が撤廃されることが正式に決まった。これにより、トップリーグの上位4チームによるリーグ順位決定トーナメントと兼ねる形で、日本選手権が開催されることになった。
第55回は2018年1月、第56回は例年より前倒しで2018年12月に開催（同じ年に2回開催したことになる）。2019年（平成31年）には開催せず、ワールドカップ2019に注力した。

### 第57回 - 感染症対策で開催中止
2019年ワールドカップで日本代表がベスト8（決勝トーナメント進出）という大成功をおさめた翌2020年（令和2年）1月12日、トップリーグ2020が開幕した。
しかし、新型コロナウイルス感染拡大および防止対策により、3月からの全試合が中止・順延となった。3月23日、トップリーグは4月以降の残り42試合もすべて打ち切ると発表した。
4月2日、日本ラグビー協会は、5月23日と5月30日に開催予定だったトップリーグ暫定上位4チームによる順位決定トーナメントと兼ねた「第57回日本ラグビーフットボール選手権大会」の開催中止を決定した。

### 第58回 - 最後の日本選手権大会
翌2021年（令和3年）2月20日から2021年5月23日まで、新型コロナウイルス感染症によりたびたび試合中止となりつつ、トップリーグが開催された。
このうち上位4チームによるプレーオフトーナメントが、「第58回日本ラグビーフットボール選手権大会」を兼ねて、5月15日・16日・23日に開催された。これが令和初の日本選手権であり、トップリーグおよび日本選手権として最後の大会となった。5月23日、秩父宮ラグビー場で決勝戦が行われ、パナソニックワイルドナイツが31-26でサントリーサンゴリアスを下し、最後のトップリーグ王者と最後の日本選手権覇者に輝いた。
翌2022年からトップリーグは日本ラグビー協会の運営から離れ、一般社団法人ジャパンラグビーリーグワンが主催するジャパンラグビーリーグワンに変わった。そのプレーオフトーナメントは、日本選手権とはならない。
日本ラグビーフットボール協会主催で「ラグビー日本一」というゴールを目指す日本選手権は、58年の歴史を閉じた。現在の日本ラグビーが目指すものは、ワールドカップでベスト4以上、ひいては「ラグビー世界一」である。

## 歴代出場チーム
第58回終了時点。アイウエオ順に表記。

### 社会人（トップリーグ）
- NEC
- NTTコミュニケーションズ
- NTTドコモ
- 釜石
- キヤノン
- 九州電力
- 近鉄
- クボタ
- 神戸製鋼
- コカ・コーラ
- サントリー
- 東芝
- トヨタ自動車
- 豊田自動織機
- 日本製鉄八幡
- パナソニック
- ビッグブルーズ
- 三菱自動車京都
- 宗像サニックス
- ヤマハ発動機
- リコー
- ワールド

ワールドは、2009年に六甲へ吸収統合される形で消滅している。
コカ・コーラは、2021年限りで活動終了。
宗像サニックスは、2022年5月末で活動を休止する（事実上の廃部）。

### クラブチーム
- タマリバ
- 六甲

### 大学
- 関東学院大学
- 慶應義塾大学
- 大東文化大学
- 筑波大学
- 帝京大学
- 天理大学
- 東海大学
- 同志社大学
- 日本大学
- 日本体育大学
- 福岡大学
- 法政大学
- 明治大学
- 早稲田大学

日大は、日本選手権へ継承されるNHK杯のみの出場。

## 歴代優勝チーム
| 回                                 | 年度                              | 優勝チーム                                   | 優勝チーム                             | スコア                                 | 準優勝チーム                           | 準優勝チーム                           | チーム数                               |
| 日本協会招待NHK杯争奪ラグビー大会  | 日本協会招待NHK杯争奪ラグビー大会 | 日本協会招待NHK杯争奪ラグビー大会            | 日本協会招待NHK杯争奪ラグビー大会      | 日本協会招待NHK杯争奪ラグビー大会      | 日本協会招待NHK杯争奪ラグビー大会      | 日本協会招待NHK杯争奪ラグビー大会      | 日本協会招待NHK杯争奪ラグビー大会      |
| ---------------------------------- | --------------------------------- | -------------------------------------------- | -------------------------------------- | -------------------------------------- | -------------------------------------- | -------------------------------------- | -------------------------------------- |
| 1                                  | 1960年                            | 八幡製鐵                                     | （社会人1位）                          | 50 - 13                                | 日本大学                               | （関東大学1位）                        | 2                                      |
| 2                                  | 1961年                            | 同志社大学                                   | （関西大学1位）                        | 17 - 6                                 | 近鉄                                   | （社会人1位）                          | 2                                      |
| 3                                  | 1962年                            | 八幡製鐵                                     | （社会人1位）                          | 25 - 6                                 | 明治大学                               | （関東大学1位）                        | 2                                      |
| 日本ラグビーフットボール選手権大会 |                                   |                                              |                                        |                                        |                                        |                                        |                                        |
| 1                                  | 1963年                            | 同志社大学                                   | （関西大学1位）                        | 18 - 3                                 | 近鉄                                   | （社会人2位）                          | 4                                      |
| 2                                  | 1964年                            | 八幡製鐵                                     | （社会人1位）                          | 15 - 6                                 | 法政大学                               | （大学1位）                            | 2                                      |
| 3                                  | 1965年                            | 早稲田大学                                   | （大学1位）                            | 12 - 9                                 | 八幡製鐵                               | （社会人1位）                          | 2                                      |
| 4                                  | 1966年                            | 近鉄                                         | （社会人1位）                          | 27 - 11                                | 早稲田大学                             | （大学1位）                            | 2                                      |
| 5                                  | 1967年                            | 近鉄                                         | （社会人1位）                          | 27 - 14                                | 法政大学                               | （大学1位）                            | 2                                      |
| 6                                  | 1968年                            | トヨタ自動車工業                             | （社会人1位）                          | 44 - 16                                | 慶應義塾大学                           | （大学1位）                            | 2                                      |
| 7                                  | 1969年                            | 日本体育大学                                 | （大学1位）                            | 29 - 13                                | 富士製鐵釜石                           | （社会人3位）                          | 2                                      |
| 8                                  | 1970年                            | 早稲田大学                                   | （大学1位）                            | 30 - 16                                | 新日本製鐵釜石                         | （社会人1位）                          | 2                                      |
| 9                                  | 1971年                            | 早稲田大学                                   | （大学1位）                            | 14 - 11                                | 三菱自動車工業京都                     | （社会人1位）                          | 2                                      |
| 10                                 | 1972年                            | リコー                                       | （社会人1位）                          | 35 - 9                                 | 明治大学                               | （大学1位）                            | 2                                      |
| 11                                 | 1973年                            | リコー                                       | （社会人1位）                          | 25 - 3                                 | 早稲田大学                             | （大学1位）                            | 2                                      |
| 12                                 | 1974年                            | 近鉄                                         | （社会人1位）                          | 33 - 13                                | 早稲田大学                             | （大学1位）                            | 2                                      |
| 13                                 | 1975年                            | 明治大学                                     | （大学1位）                            | 37 - 12                                | 三菱自動車工業京都                     | （社会人1位）                          | 2                                      |
| 14                                 | 1976年                            | 新日本製鐵釜石                               | （社会人1位）                          | 27 - 12                                | 早稲田大学                             | （大学1位）                            | 2                                      |
| 15                                 | 1977年                            | トヨタ自動車工業                             | （社会人1位）                          | 20 - 10                                | 明治大学                               | （大学1位）                            | 2                                      |
| 16                                 | 1978年                            | 新日本製鐵釜石                               | （社会人1位）                          | 24 - 0                                 | 日本体育大学                           | （大学1位）                            | 2                                      |
| 17                                 | 1979年                            | 新日本製鐵釜石                               | （社会人1位）                          | 32 - 6                                 | 明治大学                               | （大学1位）                            | 2                                      |
| 18                                 | 1980年                            | 新日本製鐵釜石                               | （社会人1位）                          | 10 - 3                                 | 同志社大学                             | （大学1位）                            | 2                                      |
| 19                                 | 1981年                            | 新日本製鐵釜石                               | （社会人1位）                          | 30 - 14                                | 明治大学                               | （大学1位）                            | 2                                      |
| 20                                 | 1982年                            | 新日本製鐵釜石                               | （社会人1位）                          | 21 - 8                                 | 同志社大学                             | （大学1位）                            | 2                                      |
| 21                                 | 1983年                            | 新日本製鐵釜石                               | （社会人1位）                          | 35 - 10                                | 同志社大学                             | （大学1位）                            | 2                                      |
| 22                                 | 1984年                            | 新日本製鐵釜石                               | （社会人1位）                          | 31 - 17                                | 同志社大学                             | （大学1位）                            | 2                                      |
| 23                                 | 1985年                            | 慶應義塾大学                                 | （大学1位）                            | 18 - 13                                | トヨタ自動車                           | （社会人1位）                          | 2                                      |
| 24                                 | 1986年                            | トヨタ自動車                                 | （社会人1位）                          | 26 - 6                                 | 大東文化大学                           | （大学1位）                            | 2                                      |
| 25                                 | 1987年                            | 早稲田大学                                   | （大学1位）                            | 22 - 16                                | 東芝府中                               | （社会人1位）                          | 2                                      |
| 26                                 | 1988年                            | 神戸製鋼                                     | （社会人1位）                          | 46 - 17                                | 大東文化大学                           | （大学1位）                            | 2                                      |
| 27                                 | 1989年                            | 神戸製鋼                                     | （社会人1位）                          | 58 - 4                                 | 早稲田大学                             | （大学1位）                            | 2                                      |
| 28                                 | 1990年                            | 神戸製鋼                                     | （社会人1位）                          | 38 - 15                                | 明治大学                               | （大学1位）                            | 2                                      |
| 29                                 | 1991年                            | 神戸製鋼                                     | （社会人1位）                          | 34 - 12                                | 明治大学                               | （大学1位）                            | 2                                      |
| 30                                 | 1992年                            | 神戸製鋼                                     | （社会人1位）                          | 41 - 3                                 | 法政大学                               | （大学1位）                            | 2                                      |
| 31                                 | 1993年                            | 神戸製鋼                                     | （社会人1位）                          | 33 - 19                                | 明治大学                               | （大学1位）                            | 2                                      |
| 32                                 | 1994年                            | 神戸製鋼                                     | （社会人1位）                          | 102 - 14                               | 大東文化大学                           | （大学1位）                            | 2                                      |
| 33                                 | 1995年                            | サントリー                                   | （社会人1位）                          | 49 - 24                                | 明治大学                               | （大学1位）                            | 2                                      |
| 34                                 | 1996年                            | 東芝府中                                     | （社会人1位）                          | 69 - 8                                 | 明治大学                               | （大学1位）                            | 2                                      |
| 35                                 | 1997年                            | 東芝府中                                     | （社会人1位）                          | 35 - 11                                | トヨタ自動車                           | （社会人3位）                          | 5                                      |
| 36                                 | 1998年                            | 東芝府中                                     | （社会人3位）                          | 24 - 13                                | 神戸製鋼                               | （社会人3位）                          | 8                                      |
| 37                                 | 1999年                            | 神戸製鋼                                     | （社会人1位）                          | 49 - 20                                | トヨタ自動車                           | （社会人3位）                          | 8                                      |
| 38                                 | 2000年                            | 神戸製鋼 サントリー                          | （社会人1位） （社会人3位）            | 27 - 27                                | （史上初の両チーム優勝）               | （史上初の両チーム優勝）               | 8                                      |
| 39                                 | 2001年                            | サントリー                                   | （社会人1位）                          | 28 - 17                                | 神戸製鋼                               | （社会人2位）                          | 6                                      |
| 40                                 | 2002年                            | NEC                                          | （社会人3位）                          | 36 - 26                                | サントリー                             | （社会人1位）                          | 8                                      |
| 41                                 | 2003年                            | 東芝府中ブレイブルーパス                     | （TL2位）                              | 22 - 10                                | 神戸製鋼コベルコスティーラーズ         | （TL1位）                              | 22                                     |
| 42                                 | 2004年                            | NECグリーンロケッツ                          | （TL3位）                              | 17 -13                                 | トヨタ自動車ヴェルブリッツ             | （TL4位）                              | 8                                      |
| 43                                 | 2005年                            | 東芝府中ブレイブルーパス NECグリーンロケッツ | （TL1位） （TL3位）                    | 6 - 6                                  | （5年ぶり2度目の両チーム優勝）         | （5年ぶり2度目の両チーム優勝）         | 8                                      |
| 44                                 | 2006年                            | 東芝ブレイブルーパス                         | （TL1位）                              | 19 - 10                                | トヨタ自動車ヴェルブリッツ             | （TL3位）                              | 8                                      |
| 45                                 | 2007年                            | 三洋電機ワイルドナイツ                       | （TL2位）                              | 40 - 18                                | サントリーサンゴリアス                 | （TL1位）                              | 8                                      |
| 46                                 | 2008年                            | 三洋電機ワイルドナイツ                       | （TL2位）                              | 24 - 16                                | サントリーサンゴリアス                 | （TL3位）                              | 10                                     |
| 47                                 | 2009年                            | 三洋電機ワイルドナイツ                       | （TL2位）                              | 22 - 17                                | トヨタ自動車ヴェルブリッツ             | （TL3位）                              | 10                                     |
| 48                                 | 2010年                            | サントリーサンゴリアス                       | （TL2位）                              | 37 - 20                                | 三洋電機ワイルドナイツ                 | （TL1位）                              | 10                                     |
| 49                                 | 2011年                            | サントリーサンゴリアス                       | （TL1位）                              | 21 - 9                                 | パナソニックワイルドナイツ             | （TL3位）                              | 10                                     |
| 50                                 | 2012年                            | サントリーサンゴリアス                       | （TL1位）                              | 36 - 20                                | 神戸製鋼コベルコスティーラーズ         | （TL3位）                              | 10                                     |
| 51                                 | 2013年                            | パナソニックワイルドナイツ                   | （TL1位）                              | 30 - 21                                | 東芝ブレイブルーパス                   | （TL3位）                              | 10                                     |
| 52                                 | 2014年                            | ヤマハ発動機ジュビロ                         | （TL2位）                              | 15 - 3                                 | サントリーサンゴリアス                 | （TL5位）                              | 10                                     |
| 53                                 | 2015年                            | パナソニックワイルドナイツ                   | （TL1位）                              | 49 - 15                                | 帝京大学                               | （大学1位）                            | 2                                      |
| 54                                 | 2016年                            | サントリーサンゴリアス                       | （TL1位）                              | 15 - 10                                | パナソニックワイルドナイツ             | （TL3位）                              | 4                                      |
| 55                                 | 2017年                            | サントリーサンゴリアス                       | （TL・R1位）                           | 12 - 8                                 | パナソニックワイルドナイツ             | （TL・W1位）                           | 4                                      |
| 56                                 | 2018年                            | 神戸製鋼コベルコスティーラーズ               | （TL・R1位）                           | 55 - 5                                 | サントリーサンゴリアス                 | （TL・R2位）                           | 4                                      |
| 57                                 | 2020年                            | 新型コロナウイルス拡大の影響により中止       | 新型コロナウイルス拡大の影響により中止 | 新型コロナウイルス拡大の影響により中止 | 新型コロナウイルス拡大の影響により中止 | 新型コロナウイルス拡大の影響により中止 | 新型コロナウイルス拡大の影響により中止 |
| 58                                 | 2021年                            | パナソニックワイルドナイツ                   | （TL・W1位）                           | 31 - 26                                | サントリーサンゴリアス                 | （TL・R1位）                           | 4                                      |

## 学生対社会人
1960年度から2016年度(この大会をもって大学生チームの出場枠が廃止され、以降の対戦は無い)まで延べ97試合が行われ、学生の14勝82敗1引分である。そのうち学生が日本一となったのが9回(早稲田4、同志社2、日体大1、明治1、慶應義塾1)、また、2003年度のトップリーグ創設以後に学生がトップリーグチームを退けたのが2回(早稲田1、帝京1)となっている。
- 1962年3月4日 同大 17-6 近鉄
- 1964年3月20日 同大 18-11 八幡製鉄
- 1964年3月22日 同大 18-3 近鉄
- 1966年1月15日 早大 12-9 八幡製鉄
- 1970年1月15日 日体大 29-13 富士鉄釜石
- 1971年1月15日 早大 30-16 新日鉄釜石
- 1972年1月15日 早大 14-11 三菱自工京都
- 1976年1月15日 明大 37-12 三菱自工京都
- 1986年1月15日 慶大 18-13 トヨタ自動車
- 1988年1月15日 早大 22-16 東芝府中
- 2004年2月21日 早大 32-29 コカ・コーラウエストジャパン
- 2004年2月21日 関東学院大 14-13 釜石
- 2006年2月12日 早大 28-24 トヨタ自動車
- 2015年2月8日 帝京大 31-25 NEC

## 放送について
大会を共催するNHKの総合テレビにて1回戦以降の試合を生中継及び録画中継していた（決勝戦は海外向けNHKワールド・プレミアムでも同時またはディレイ放送される）。かつて成人の日に開催されていた時期は、総合テレビでNHK青年の主張全国コンクール→NHK青春メッセージを放送していた関係で教育テレビで放送していた。また、決勝戦はラジオ第1放送でも放送されていた（NHKワールド・ラジオ日本は電波運用面の都合上、一切放送せず別番組差し替え）。
また、J SPORTSでは全試合放送を行っていた（地上波放送分は試合終了直後に録画にて放送）。

### NHK中継をめぐる顛末
2004年度（第42回）の2回戦『トヨタ自動車 - 早稲田大学』（2005年2月12日）は当初、NHK総合テレビで生中継を行う予定になっていたが、決勝戦開催前にNHK側の都合で深夜の録画中継に変更された。これは当時NHKが特集番組改変をめぐる政治介入問題で朝日新聞と対立しており、審判のジャージの胸部分にある「朝日新聞」の表記が理由で生中継を録画に変更したものと見られるが、この変更に対しNHKに900件もの抗議が殺到。生中継を楽しみにしていたファンが秩父宮ラグビー場に足を運んだりするなどの混乱が生じた。
結局、二転三転の末、2回戦当日は深夜の録画中継から再び生中継に戻し、当初の予定通り生中継された。ただし、その日の新聞朝刊のテレビ欄では深夜のままだった。なお、NHKには放送当日までに4,043件もの意見が寄せられた。

### 災害による放送チャンネル振替
2009年度（第47回）の決勝『トヨタ自動車 - 三洋電機』戦は（2010年2月28日）は当初、NHK総合テレビで生中継を行う予定になっていたが、前日発生したチリ地震により大津波警報、津波警報が発表された為同時間帯に教育テレビで放送された。

## 日本選手権の辞退
1969年度の第7回日本選手権（1970年1月15日）では全国社会人大会優勝の近鉄、準優勝のトヨタ自動車工業、3位の三菱自動車工業京都が出場を辞退し、同率3位の富士鉄釜石が社会人代表として日本選手権に出場した。
このシーズンは当初からタイ・バンコクで行われる第2回アジア選手権の日程が1月10日から18日までとなっており、日本選手権（通常1月15日）の日程をどうするのかが焦点であった。
第22回全国社会人ラグビー大会は、それまで通常1月2日（1回戦）から1月8日（決勝）まで行われていたが、このシーズンに限り上記アジア選手権があるため12月29日（1回戦）から1月4日（決勝）に変更して行われた。また当該シーズンの第6回全国大学ラグビー選手権は1月1日（1回戦）から1月5日（決勝）まで行われた。しかしこの重要な日本選手権の日程はアジア選手権と重複したままであった。
当時日本代表に多数の選手を輩出していた関西社会人Aリーグの各チームは日本選手権の日程順延を主張していたが、社会人大会が目前に迫っても一向にこの問題に日本協会が取り組む姿勢は見えなかった。12月28日、業を煮やした関西社会人Aリーグの加盟チームは全7チームの監督名で日本協会に対し日本選手権の日程変更を申請した。（この申請には日程変更が認められなければ日本選手権を辞退する旨も含まれていたといわれる）
当時日本選手権をアジア選手権終了後の1月25日に変更する案も考えられたが大学生の試験と重なり難しかった。多くのファンや関係者が心配するにもかかわらず、日本協会から何の日程変更もなく、社会人大会が始まり、大学選手権も始まってしまった。楽観的には「なんだかんだ言っても社会人大会優勝チームが代表選手抜きで日本選手権に参加するであろう」という見方もあった。
しかし、1月4日に社会人大会で優勝した近鉄は「関西社会人Aリーグの総意で決めたことなので、近鉄としては今も棄権する気持ちは変わらない」と表明した。あわてた日本協会は翌日1月5日の大学選手権決勝後に緊急理事会を開くことにした。そして準優勝のトヨタ自工にも3位の三菱自工京都にも日本選手権への出場を打診したがともに辞退されたので同率3位の富士鉄釜石に出場依頼することを決め、日本協会の横山通夫会長が富士製鉄本社に出場を依頼した。
富士鉄釜石チームは既に1月2日の社会人準決勝で敗れて選手・関係者は各自帰郷し休暇に入っていた。突然、市口順亮監督に富士製鉄本社から出場の打診がなされたが、とても出場できるチーム状況ではなかった。しかし日本最高峰の試合であること、また先輩格である八幡製鉄（この3ヵ月後に富士鉄と八幡製鉄が合併し新日鉄となる）の幹部からも強い要請があり出場を決意した。しかし選手達は急遽、休暇先から雪の釜石に集められ1月8日から練習を再開し、僅か1週間で日本選手権に出場した。各自の用具も練習開始に間に合わないものも居た。そのような練習不足やモチベーション不足もあり、日本体育大学に敗れた。
また大学のほうも、大学選手権決勝で早稲田大学を僅差で破り優勝した日本体育大学が日本選手権に出場したが、上記のような混乱でどこが対戦相手になるのか分からず、また相手の戦力分析も充分でない状態で日本選手権に出場することになった。結果は富士鉄釜石を破って日本選手権で優勝を飾った。しかし富士鉄釜石は過去に社会人での優勝経験も無く、このシーズンも社会人3位であり本当の意味での社会人ナンバーワンを破ったわけではないという陰口も聞かれた。
このように第7回日本選手権は各チーム・関係者に様々な波紋を残した。当時は「1月15日は日本選手権」が恒例化していたにもかかわらず、アジアラグビー協会の事務局を日本協会が受け持ち、アジア協会でかなりの発言権があったはずの日本協会がアジア選手権の日程を変えられなかったのか、あるいは日本選手権の日程を大学生の試験後の2月に変更できなかったのか、非常に疑問が残る大会であった。
なお、第2回アジア選手権は関西社会人Aリーグから13名の選手が選ばれた日本代表が2連覇を飾った。

### 東芝の辞退
2008年度の第46回大会ではトップリーグプレーオフトーナメントマイクロソフトカップにおいて決勝進出を果たしていた東芝が日本選手権大会のシード権を得て準決勝からの登場となるはずであった。しかし、同社内によるドーピング検査でクリスチャン・ロアマヌ選手が大麻陽性反応となり、チームはマイクロソフトカップ決勝は出場するものの日本選手権は辞退するとの旨を日本協会へ提出し、その報告が認められる形で東芝の出場辞退が決定した。
準決勝で対戦予定であったサントリーは不戦勝で決勝戦へ駒を進めた。ちなみに、代替試合として、当日に行われた「小学生タグラグビーサントリーカップ」の優勝チームである篠栗町立北勢門小学校とサントリーによる「タグラグビーエキシビションマッチ」が秩父宮ラグビー場にて無料解放で開催された（北勢門 5-1 サントリー：1トライ1点・コンバージョンはない）。

## 外部関連記事
- 日本ラグビーフットボール協会